# Васа Поповић (свештеник)
Васа Поповић (Косанчић, 1892 - Бојник, 19. јун 1932) био је свештеник и народни посланик у Народној скупштини Краљевине Срба, Хрвата и Словенаца.

## Биографија
Имао је седморицу браће и једну сестру. Завршио је Богословију у Београду 1911. године са солидним успехом. У балканским ратовима је био коњички официр. Једном приликом у Првом светском рату је пао у заробљеништво, али се спасио захваљујући својој одважности. Крај рата дочекао је као коњички капетан. Године 1919. оженио се Јулијаном Поповић и, изразивши жељу да постане свештеник, добио је парохију у Бојнику. Био је праведан према људима и није одвајао сиромашне. Године 1924. представљао је Демократску странку у срезу јабланичком и изабран је за народног посланика. У Народној скупштини је говорио искрено и отворено. Због тога су почеле претње смрћу, прогони. На следећим изборима добио је само неколико гласова мање од противкандидата. Иако се није кандидовао на изборима 1931. године, његов рад у народу изазвао је његов кобан крај. Убијен је док се возио ка сеоској цркви на Духове.